# Condado de Tazewell (Illinois)
O Condado de Tazewell é um dos 102 condados do Estado americano de Illinois. A sede do condado é Pekin, e sua maior cidade é Pekin. O condado possui uma área de 1 704 km² (dos quais 23 km² estão cobertos por água), uma população de 128 485 habitantes, e uma densidade populacional de 32 hab/km² (segundo o censo nacional de 2000). O condado foi fundado em 31 de janeiro de 1827.